# Parafia Podwyższenia Krzyża Świętego w Kostomłotach
Parafia Podwyższenia Krzyża Świętego w Kostomłotach – parafia rzymskokatolicka należąca do dekanatu Kąty Wrocławskie archidiecezji wrocławskiej. Jej proboszczem jest ks. Rafał Kupczak. Obsługiwana przez kapłana archidiecezjalnego. Erygowana w XIV wieku.

W Wichrowie znajduje się kościół filialny pw. Narodzenia Najświętszej Maryi Panny.

## Obszar parafii

### Miejscowości
Obejmuje swoim zasięgiem Kostomłoty oraz wsie Jenkowice, Wichrów, Zabłoto.

## Wspólnoty i Ruchy
Krąg Biblijny, Żywy Różaniec, Eucharystyczny Ruch Młodych, Schola, Lektorzy, Ministranci, Rada parafialna.